# Thomas Keneally
Thomas Michael Keneally (Sydney, 7 ottobre 1935) è uno scrittore, drammaturgo e attore australiano, noto per aver scritto il romanzo La lista di Schindler.
Successivamente riadattato per il cinema per il film Premio Oscar Schindler's List - La lista di Schindler di Steven Spielberg, il romanzo ha vinto il Booker Prize nel 1982, lo stesso anno della pubblicazione..

## Opere

### Romanzi
- The Place at Whitton (1964)
- The Fear (1965), riscritto (1989) col titolo By the Line
- Bring Larks and Heroes (1967), vincitore del premio Miles Franklin Award
- Three Cheers for the Paraclete (1968), vincitore del premio Miles Franklin Award
- The Survivor (1969)
- A Dutiful Daughter (1971)
- The Chant of Jimmie Blacksmith (1972), riadattato per film (sugli Aborigeni)
- Blood Red, Sister Rose (1974), romanzo sulla vita di Giovanna d'Arco
- Gossip from the Forest (1975)
- Season in Purgatory (1976)
- La città delle api (Ned Kelly and the City of the Bees, 1978) per ragazzi
- A Victim of the Aurora (1978)
- Passenger (1979)
- Confederates (1979)
- The Cut-Rate Kingdom (1980)
- La lista di Schindler (Schindler's Ark, 1982), vincitore del Booker Prize
- A Family Madness (1985)
- Attori per un giorno (The Playmaker, 1987)
- Act of Grace (1985) (con lo pseudonimo William Coyle)
- By the Line (1989)
- Towards Asmara (1989), il conflitto in Eritrea
- Flying Hero Class (1991)
- Chief of Staff (1991), (con lo pseudonimo William Coyle)
- La donna del mare interno (Woman of the Inner Sea, 1993)
- Jacko (1993)
- La città in riva al fiume (A River Town, 1995)
- Bettany's Book (2000)
- An Angel in Australia (2000)
- The Tyrant's Novel (2003)
- The Widow and Her Hero (2007)
- The People's Train (2009)
- American Scoundrel

### Saggi
- Moses the Law-Giver (1975)
- Outback (1983)
- Australia: Beyond the Dreamtime (1987)
- The Place Where Souls are Born: A Journey to the Southwest (1992)
- Now and in Time to Be: Ireland and the Irish (1992)
- Memoirs from a Young Republic (1993)
- The Utility Player: The Des Hasler Story (1993)
- Our Republic (1995)
- Homebush Boy: A Memoir (1995), autobiografia
- The Great Shame (1998)
- American Scoundrel: The Life of the Notorious Civil War General Dan Sickles (2002)
- Lincoln (2003), biografia di Abraham Lincoln
- A Commonwealth of Thieves: The Improbable Birth of Australia (2005)
- Searching for Schindler: A Memoir (2007)
- Australians: Origins to Eureka (2009)
- Three Famines: Starvation and Politics (2011)
- Australians: Eureka to the Diggers (2011)

### Drammi
- Halloran's Little Boat (1968)
- Childermas (1968)
- An Awful Rose (1972)
- Bullie's House (1981)

## Filmografia

### Cinema
- Il cortile del diavolo (The Devil's Playground), regia di Fred Schepisi (1976)
- The Chant of Jimmie Blacksmith, regia di Fred Schepisi (1978)
- The Final Winter, regia di Brian Andrews e Jane Forrest (2007)

## Media
- Secrets of the Dead: Irish Escape, PBS, 4/06/2008.